# 霧島ジオパーク
霧島ジオパーク（きりしまジオパーク）は、鹿児島県（霧島市、曽於市、湧水町）と宮崎県（都城市、小林市、えびの市、高原町）にまたがる霧島山周辺地域のジオパークである。2010年9月に日本ジオパークネットワークへの加盟が認定された。

## 概要
霧島山は、加久藤カルデラの南縁の20 km×10 kmの楕円形の範囲に、20あまりの火山と火口湖が集まっている。
これら火山や火口湖の形態、そして植生が多様であり、また歴史・神話も豊かな地域である。
マスコットキャラクターは「キリッチ」で、PR資料で積極的に使われているものの着ぐるみは製作されていない。これは、ジオパークの独自マスコットとしては珍しい例である。

## 沿革
- 2010年9月14日 - 日本ジオパーク委員会における日本ジオパーク認定の最終審議において霧島がジオパークとして認められる[2]。
- 2014年12月22日 - 日本ジオパークとして再認定される[3][注 2]。
- 2019年1月28日 - 日本ジオパーク委員会において、霧島ジオパークが再認定される[4]。
- 2022年9月28日 - 霧島ジオパークのエリアが拡大が認められ、従来の822 km2から2751 km2になった[5]。これに伴いジオサイト数は124か所増加し、168か所となった[5]。

## 主なジオサイト
同ジオパークのジオサイトは168か所ある。日本ジオパークネットワークのウェブサイトでは、下記が「主な見どころ・おすすめジオサイト」とされている。
- 池めぐり
- 関之尾滝
- 韓国岳
- 新燃岳
- 高千穂峰
- 関之尾滝
- 生駒高原
- 御池
- 御鉢霧島神宮溶岩
- 七折滝
- 矢岳高原

上記のほかに、金御岳や東霧島神社、月山日和城址などがある。